# Agathosma corymbosa
Agathosma corymbosa là một loài thực vật có hoa trong họ Cửu lý hương. Loài này được (C.V.Montin) G.Don mô tả khoa học đầu tiên năm 1831.